# Péchés de vieillesse
 (septembre 2021).
La mise en forme du texte ne suit pas les recommandations de Wikipédia : il faut le « wikifier ».
Les points d'amélioration suivants sont les cas les plus fréquents. Le détail des points à revoir est peut-être précisé sur la page de discussion.
- Les titres sont pré-formatés par le logiciel. Ils ne sont ni en capitales, ni en gras.
- Le texte ne doit pas être écrit en capitales (les noms de famille non plus), ni en gras, ni en italique, ni en « petit »…
- Le gras n'est utilisé que pour surligner le titre de l'article dans l'introduction, une seule fois.
- L'italique est rarement utilisé : mots en langue étrangère, titres d'œuvres, noms de bateaux, etc.
- Les citations ne sont pas en italique mais en corps de texte normal. Elles sont entourées par des guillemets français : « et ».
- Les listes à puces sont à éviter, des paragraphes rédigés étant largement préférés. Les tableaux sont à réserver à la présentation de données structurées (résultats, etc.).
- Les appels de note de bas de page (petits chiffres en exposant, introduits par l'outil «  Source ») sont à placer entre la fin de phrase et le point final[comme ça].
- Les liens internes (vers d'autres articles de Wikipédia) sont à choisir avec parcimonie. Créez des liens vers des articles approfondissant le sujet. Les termes génériques sans rapport avec le sujet sont à éviter, ainsi que les répétitions de liens vers un même terme.
- Les liens externes sont à placer uniquement dans une section « Liens externes », à la fin de l'article. Ces liens sont à choisir avec parcimonie suivant les règles définies. Si un lien sert de source à l'article, son insertion dans le texte est à faire par les notes de bas de page.
- La présentation des références doit suivre les conventions bibliographiques. Il est recommandé d'utiliser les modèles {{Ouvrage}}, {{Chapitre}}, {{Article}}, {{Lien web}} et/ou {{Bibliographie}}. Le mode d'édition visuel peut mettre en forme automatiquement les références.
- Insérer une infobox (cadre d'informations à droite) n'est pas obligatoire pour parachever la mise en page.

Pour une aide détaillée, merci de consulter Aide:Wikification.
Si vous pensez que ces points ont été résolus, vous pouvez retirer ce bandeau et améliorer la mise en forme d'un autre article.

Péchés de vieillesse est un recueil de 150 pièces vocales et pour piano solo  de Gioachino Rossini . 

## Description
Les morceaux sont regroupés en quatorze albums, chacun intitulé de manière ironique. L'ordre des morceaux dans les albums ne reflète pas la séquence ou les dates de leur composition, allant de 1857 à 1868, peu avant la mort de Rossini. Le titre Péchés de vieillesse n'a été donné par Rossini que pour les tomes V-IX, mais a ensuite été étendu à l'ensemble de la collection.
Rossini a défini sa Petite messe solennelle comme « la dernière de mes Péchés de vieillesse », bien qu'elle ne soit pas incluse dans la collection.
Les Péchés de vieillesse sont des musiques de salon, certes d'un caractère raffiné, destinées à être jouées dans le salon de la maison Rossini à Passy . Les tomes I, II, III et XI sont de la musique vocale avec accompagnement au piano. Les tomes IV, V, VI, VII, VIII, X et XII sont de la musique pour piano seul. Le volume IX est pour ensemble de chambre ou piano solo. Les volumes XIII et XIV comprennent de la musique vocale et non vocale.

## Liste des pièces
- Volume I - Album italiano
  - 1 - Les Gondoliers (petit quatuor) pour soprano, contralto, ténor, basse et piano
  - 2 - L’éloignement pour ténor et piano.
  - 3 - Tirana à l' espagnole (Rossinisée) pour soprano et piano
  - 4 - Le dernier souvenir pour baryton et piano
  - 5 - La Fioriture Florentine pour soprano et piano
  - 6 - La Gitane (Bolero) pour soprano, contralto et piano
  - 7 - Ave Maria (sur deux Notes) pour contralto et piano
    - La Regate Vénitienne (Trois chansonnettes) pour mezzosoprano et piano
      - 8 - Anzoleta avant la Régate
      - 9 - Anzoleta quand passe la Régate
      - 10 - Anzoleta après la Régate

  - 11 - L’enfant perdu pour ténor et piano
  - 12 - La Promenade (petit quatuor) pour soprano, contralto, ténor, basse et piano.
- Volume II - Album français
  - 1 - Toast pour le Nouvel An (petit octet) pour deux sopranos, deux contraltos, deux ténors, deux basses
  - 2 - Roméo pour ténor et piano
  - 3 - La Grande Coquette (Ariette Pompadour) pour soprano et piano
  - 4 - Un sou (Complainte à deux voix) pour ténor, baryton et piano
  - 5 - Chanson de Zora, La Petite Bohémienne pour mezzosoprano et piano
  - 6 - La Nuit de Noël pour deux sopranos, deux contraltos, deux ténors, deux barytons, basse, piano et harmonium
  - 7 - Le Dodo des enfants pour soprano, contralto, ténor, basse et piano
  - 8 - Le fainéant (Chansonnette de Cabaret) pour baryton et piano
  - 9 - Adieux à la vie : Élegie sur une seule note pour mezzosoprano, et piano
  - 10 - Soupirs et Sourires (Nocturne) pour soprano, ténor et piano
  - 11 - L’Orpheline du Tyrol (Ballade élégie) pour mezzosoprano et piano
  - 12 - Choeur des chasseurs démocrates (petit quatuor) pour choeur masculin, tambour et tam-tam
- Volume III - Morceaux réservés
  - 1 - Chant funèbre à Meyerbeer pour choeur masculin et tambour
  - 2 - L’Exilé pour ténor et piano
  - 3 - Les Amants de Séville (Tirana, pour deux voix) pour contralto, ténor et piano
  - 4 - Ave Maria pour choeur et orgue
  - 5 - L’Amour à Pékin (Petite Mélodie sur La Gamme Chinoise) pour contralto et piano
  - 6 - Le Chant des Titans pour quatre basses, piano et harmonium
  - 7 - Prière pour huit voix seules, pour deux premiers ténors, deux seconds ténors, deux barytons et deux basses
  - 8 - Au chevet d’un mourant (Élégie) pour soprano et piano
  - 9 - Le Sylvain pour ténor et piano
  - 10 - Cantemus (Imitation à huit voix réelles) pour deux sopranos, deux contraltos, deux ténors et deux basses
  - 11 - Ariette à l’ancienne pour mezzosopranos et piano
  - 12 - Le Départ des Promis (Tyrolienne Sentimentale) pour deux sopranos, deux contraltos et piano
- Volume IV - Quatre hors d'oeuvres et quatre mendiants pour piano
  - IV.a - Quatre Hors d’œuvres
    - a.1 - Les Radis
    - a.2 - Les Anchois (thème et variations)
    - a.3 - Les Cornichons (introduction : thème et variations)
    - a.4 - La Beurre[Quoi ?] (thème et variations)

  - IV.b - Quatre Mendiants
    - b.1 - Les Figues sèches (Me voilà - Bonjour Madame)
    - b.2 - Les Amandes (Minuit sonne - Bonsoir Madame)
    - b.3 - Les Raisins (A ma Petite Perruche)
    - b.4 - Les Noisettes (A ma chère Nini)
- Volume V - Album pour les enfants adolescents pour piano
  - 1 - Première Communion
  - 2 - Thème naïf et variations
  - 3 - Saltarello à l'italienne
  - 4 - Prélude moresque
  - 5 - Valse lugubre
  - 6 - Impromptu anodin
  - 7 - L’innocence italienne ; La Candeur française
  - 8 - Prélude convulsif
  - 9 - La Lagune de Venise à l’expiration de l’année 1861!!!
  - 10 - Ouf ! Les Petits Pois
  - 11 - Un Sauté
  - 12 - Hachis romantique
- Volume VI - Album pour les enfants dégourdis pour piano
  - 1 - Mon Prélude Hygiénique du Matin
  - 2 - Prélude baroque
  - 3 - Memento Homo (Lamento)
  - 4 - Assez des Mémentos: Dansons
  - 5 - La Pésaraise
  - 6 - Valse torturée
  - 7 - Une caresse à ma femme (Un Souvenir à ma femme)
  - 8 - Barcarole
  - 9 - Un petit train de plaisir Comico-imitatif
  - 10 - Fausse Couche de Polka Mazurka
  - 11 - Étude Asthmatique
  - 12 - Un Enterrement en Carnaval
- Volume VII - Album de chaumière pour piano
  - 1 - Gymnastique d’écartement (La Source)
  - 2 - Prélude fugassé
  - 3 - Petite Polka Chinoise
  - 4 - Petite Valse de Boudoir
  - 5 - Prélude Inoffensif
  - 6 - Petite Valse: L’Huile de Ricin
  - 7 - Un Profond Sommeil ; Un Réveil en Sursaut
  - 8 - Plain-Chant Chinois. Scherzo
  - 9 - Un Cauchemar
  - 10 - Valse Boiteuse
  - 11 - Une Pensée à Florence
  - 12 - Marche
- Volume VIII - Album de château per pianoforte
  - 1 - Spécimen de l’Ancien Régime
  - 2 - Prélude pétulant - Rococo
  - 3 - Un regret, un espoir
  - 4 - Bolero tartare
  - 5 - Prélude prétentieux
  - 6 - Spécimen de mon temps
  - 7 - Valse anti-dansante
  - 8 - Prélude semipastorale
  - 9a - Tarantelle pur sang (avec Traversée de la procession) pour choeur, piano, harmonium et clochette
  - 9b - Tarantelle pur sang (avec Traversée de la procession) pour piano
  - 10 - Un Rêve
  - 11 - Prélude soi-disant Dramatique
  - 12 - Spécimen de l'avenir
- Volume IX - Album pour piano, violon, violoncello, harmonium et choeur pour piano
  - 1 - Mélodie Candide
  - 2 - Chansonnette
  - 3 - La Savoie Aimante
  - 4 - Un mot à Paganini  (Élégie)
  - 5 - Impromptu tarantellisé
  - 6 - Échantillon du Chant de Noêl à l’Italienne
  - 7 - Marche et reminiscences pour mon dernier voyage
  - 8 - Prélude, thème et variations pour chœur, avec accompagnement de piano pour choeur et piano
  - 9 - Prélude Italien
  - 10 - Une Larme pour violoncelle et piano
  - 11 - Échantillon de Blague Mélodique sur les noires de la main droite
  - 12 - Petite Fanfare à Quatre Mains
- Volume X - Miscellanée pour piano pour piano
  - 1 - Prelude Blagueur
  - 2 - Des Tritons s’il vous plaît (Montée-Descente)
  - 3 - Petite Pensée
  - 4 - Une Bagatelle
  - 5 - Mélodie Italienne (Une Bagatelle)
  - 6 - Petite Caprice (Style Offenbach)
- Volume XI - Miscellanée de musique vocale
  - 1 - Ariette villageoise pour mezzosoprano et piano
  - 2 - La chanson du Bébé pour mezzosoprano et piano
  - 3 - Amour sans espoir (Tirana a l’Espagnole rossinisée) pour soprano et piano
  - 4 - A ma belle mère, “Requiem Eternam” pour contralto et piano
  - 5 - O salutaris, de campagne, “O Salutaris Hostia” pour contralto et piano
  - 6 - Aragonaise, “Mi lagnerò tacendo” pour soprano et piano
  - 7 - Ariette à l'ancienne, déduite du thème “O salutaris Ostia”, “Mi lagnerò tacendo”, soprano.
  - 8 - La candeur en fuite, quintet pour soprano I et II, contralto, ténor et basse.
  - 9 - Motet dédié à la Maria Santissima Annunziata, “Salve amabilis Maria” pour soprano, contralto, ténor et basse.
  - 10 - Giovanna d’Arco pour contralto et piano
- Volume XII - Quelques riens pour album per pianoforte
  - 1 - Allegretto
  - 2 - Allegretto moderato
  - 3 - Allegretto moderato
  - 4 - Andante sostenuto
  - 5 - Allegretto moderato
  - 6 - Andante maestoso
  - 7 - Andantino mosso
  - 8 - Andantino sostenuto
  - 9 - Allegretto moderato
  - 10 - Andantino mosso
  - 11 - Andantino mosso
  - 12 - Allegretto moderato (Danse sibérienne)
  - 13 - Allegretto brillante
  - 14 - Allegro vivace
  - 15 - Petite galette Allemande, allegro brillante
  - 16 - Douces réminiscenses, andantino
  - 17 - Andantino mosso quasi allegretto
  - 18 - Andantino mosso
  - 19 - Allegretto moderato
  - 20 - Allegretto brillante
  - 21 - Andantino sostenuto
  - 22 - Thème et variations sur le mode mineur, andantino mosso
  - 23 - Thème et variations sur le mode majeur, allegretto moderato
  - 24 - Un rien sur le mode enharmonique, adagio,
- Volume XIII - Musique anodine (1857). Donato à sa femme Olympe en signe de gratitude pour sa guérison durant sa longue et intermittente maladie.
  - Prélude, Allegretto moderato
  - N. I (Pour Contralto), Andantino
  - N. II (Pour Baryton), Andantino mosso
  - N. III (Pour Soprano), Andantino moderato
  - N. IIII (Pour Soprano), Allegretto moderato
  - N. IIIII (Pour Mezzo Soprano), Andantino moderato
  - N. IIIIII (Pour Baryton), Allegretto moderato
- Volume XIV - Autres Péchés de vieillesse
  - 1 - Canone perpetuo pour quatre sopranos pour quatre sopranos et piano
  - 2 - Canon antisavant à 3 voix
  - 3 - Canzonetta, la Vénitienne pour piano
  - 4 - Petite promenade de Passy à Courbevoie pour piano
  - 5 - Une réjouissance pour piano
  - 6 - Encore un peu de blague pour piano
  - 7 - Tourniquet sur la gamme chromatique, ascendant et descendant pour piano
  - 8 - Ritournelle gothique pour piano
  - 9 - Un rien (pour album) pour voix et piano
  - 10 - Métastasio (pour album) pour baryton et piano
  - 11 - Brindisi pour basse (coriphèse) et choeur sans accompagnement.
  - 12 - Solo pour violoncelle
  - 13 - Ce doux frémissement soprano e pianoforte
  - 14 - La dernière pensée pour baryton et piano

## Éditeurs
Les Péchés de vieillesse sont publiés par la Fondation Rossini de Pesaro, dans la septième section de l'édition critique des œuvres complètes de Rossini. Ces nouvelles éditions restituent la précision expressive de la notation musicale de Rossini et présentent des versions alternatives de certaines pièces jamais publiées auparavant.
Après sa mort en 1868, la veuve du compositeur, Olympe Pélissier, vend l'intégralité de la collection, qui sera ensuite vendue aux enchères à Londres en 1878. La Société anonyme de publications périodiques de Paris figurait parmi les acquéreurs, qui ont cédé à son tour les droits d'édition à l'éditeur Heugel. La publication est dirigée par Auguste-Edouard Vaucorbeil (1821-1884), directeur de l'Opéra de Paris, qui réarrange les pièces et leur attribue de nouveaux titres suggestifs, car les titres attribués par Rossini, souvent absurdes, sont jugés inadaptés.

## Transcriptions
En 1918, Ottorino Respighi orchestre plusieurs pièces pour piano pour le ballet La boutique fantasque . En 1925, il transcrivit d'autres pièces pour piano, tirées du Vol. XII ( Quelques Riens ), dans la suite orchestrale qu'il appela Rossiniana. 
Benjamin Britten a également repris certains thèmes de Rossini en les transcrivant dans ses suites pour orchestre, Matinées musicales et Soirées musicales, op. 24 (1936).